# Simulium pulanotum
Simulium pulanotum är en tvåvingeart som beskrevs av An, Guo och Xu 1995. Simulium pulanotum ingår i släktet Simulium och familjen knott. Inga underarter finns listade i Catalogue of Life.